# البهائية في أيسلندا
بدأت الديانة البهائية في أيسلندا بزيارة البهائيين لأول مرة لأيسلندا في أوائل القرن العشرين، وكان أول بهائي أيسلندي هو Hólmfríður Árnadóttir. أُعترف بالدين البهائي كجماعة دينية في عام 1966 و أُنتخب أول جمعية روحية وطنية بهائية في عام 1972. يوجد حاليًا حوالي 400 بهائي في البلاد و 13 جمعية روحية محلية بهائية. عدد التجمعات هو أعلى نسبة، من حيث عدد السكان، في أوروبا كلها.

## المرحلة المبكرة
أول ذكر لأيسلندا كان عندما كتب عبد البهاء، نجل مؤسس الدين، سلسلة من الرسائل، أو الألواح، إلى أتباع الدين في الولايات المتحدة وكندا في عامي 1916 و1917؛ وقد جُمع هذه الرسائل معًا في كتاب بعنوان ألواح الخطة الإلهية. كانت الألواح السابعة هي الأولى التي تذكر عدة بلدان في أوروبا بما في ذلك البلدان التي زارها عبد البهاء في عامي 1911 و1912. لقد كتب:
باختصار، لقد أشعلت هذه الحرب التي تهلك العالم نارًا في القلوب لا توصف. في جميع دول العالم، يستحوذ الشوق إلى السلام الشامل على وعي البشر. ما من روح إلا وتتوق إلى الوئام والسلام. لقد تحققت حالة رائعة من التقبل... لذا، يا مؤمني الله! ابذلوا جهدكم، وبعد هذه الحرب انشروا خلاصة التعاليم الإلهية في الجزر البريطانية، وفرنسا، وألمانيا، والنمسا والمجر، وروسيا، وإيطاليا، وإسبانيا، وبلجيكا، وسويسرا، والنرويج، والسويد، والدنمارك، وهولندا، والبرتغال، ورومانيا، وصربيا، والجبل الأسود، وبلغاريا، واليونان، وأندورا، وليختنشتاين، ولوكسمبورغ، وموناكو، وسان مارينو، وجزر البليار، وكورسيكا، وسردينيا، وصقلية، وكريت، ومالطا، وأيسلندا، وجزر فارو، وجزر شيتلاند، وجزر هيبريدس، وجزر أوركني.
وبعد نشر هذه الألواح، بدأ عدد قليل من البهائيين في الانتقال إلى بلدان في مختلف أنحاء أوروبا أو على الأقل زيارتها. كانت أميليا كولينز أول بهائية في أيسلندا، حيث زارت البلاد خلال رحلة بحرية في عام 1924. خلال تلك الرحلة التقت بهولمفريدور أرنادوتير، الذي أصبح أول بهائي آيسلندي، وأصبحا صديقين حميمين. وفي وقت لاحق من عام 1935، زارت مارثا روت البلاد لمدة شهر وبمساعدة أرنادوتير أعلنت الدين في الصحافة، وأثناء المحاضرات، وعلى الراديو. في عام 1936، قامت البهائية نيللي فرينش بزيارتها الأولى إلى البلاد أثناء رحلة إلى النرويج وقامت بتوزيع الأدبيات. واصلت أميليا كولينز دعم انتشار الدين في أيسلندا حيث دعمت نشر أول ترجمة للأدب البهائي، وهو كتاب جون إيسلمونت " بهاء الله والعصر الجديد"، باللغة الأيسلندية في عام 1939. بحلول عام 1949 لم يتبق سوى اثنين من البهائيين في أيسلندا. في فبراير 1956 وصل الرائد الأول إلى أيسلندا من كندا مارغريت أولمان، هذه الرائدة، أرسلت لاحقًا كلمة عن أول مواطنة أيسلندية تنضم إلى الدين بحلول عام 1957 - كان اسمها إيريكا بيترسون. لم تسفر هذه الاتصالات الأولى مع أيسلندا عن نتائج مرئية كثيرة باستثناء تحول أرنادوتير إلى بهائي ولكن بحلول عام 1963 كانت هناك مجموعة مسجلة من البهائيين في ريكيافيك بما في ذلك اثنان من الرواد الأمريكيين. في عام 1964، قام بهائي كندي بزيارة جميع أعضاء المجتمع بما في ذلك رحلة طويلة لزيارة جوكوم إيغيرتسون الذي عاش عدة أشهر من العام في مكان بعيد - تلك الأرض التي أوصى بها لاحقًا للمجتمع البهائي وأصبحت موقعًا لمدرسة صيفية ووقفًا.

## نمو
أُنتخب أول جمعية روحية محلية للبهائيين في أيسلندا في عام 1965. وكان أعضاؤها هم: أسجير إينارسون، وكيرستن بونيفي، وفلورنس جريندلاي، وجيسي إيشيفاريا، وكارل جون سبنسر، وتشارلز جريندلاي، وليزل بيكر، وباربل ثينات، ونيكولاس إيشيفاريا. أُعترف رسميًا بالدين البهائي كمنظمة دينية من قبل الحكومة الأيسلندية في 29 سبتمبر 1966، مما منحه الحق في إجراء الزيجات وغيرها من الاحتفالات بشكل قانوني بالإضافة إلى حصوله على حصة من ضريبة الكنيسة بما يتناسب مع عدد أعضائها البالغين. حتى عام 1973، عندما تأسست منظمة Ásatrúarfélagið، كانت الجماعة البهائية هي المنظمة الدينية غير المسيحية الوحيدة في أيسلندا وظلت أكبر منظمة من هذا النوع حتى عام 1999 عندما أُقرت من حيث الأعداد من قبل الجمعية البوذية في أيسلندا.
في 16 أغسطس 1967، أقيم حفل زفاف بهائي في كنيسة أربيجاركيركيا، وهي كنيسة تابعة للكنيسة اللوثرية في أيسلندا. العروس كانت أيسلندية والعريس إيطالي. وكان المسؤول عن المراسم هو آسجير إينارسون، الرجل الذي اعترفت به الحكومة كرئيس للمجموعة (على الرغم من أن البهائيين الأفراد لا يشغلون أي أدوار قيادية). علق آسجير إينارسون بأن كنيسة أيسلندا كانت أكثر ودية تجاه المجتمع البهائي من الكنائس الحكومية في البلدان الأخرى وأن الأسقف سيجوربيورن إينارسون قد أعطاهم تقييمًا "إيجابيًا ومتعاطفًا" عندما تقدموا بطلب إلى الحكومة للاعتراف بهم. وعندما وصلت أنباء حفل الزفاف إلى الأسقف، أعرب عن دهشته من إقامته في كنيسة مسيحية، وعلق بأنه كان سيوصي بعدم القيام بمثل هذا الإجراء. وذهب الأسقف المساعد سيجوردور بالسون إلى أبعد من ذلك واقترح أن الكنيسة قد تحتاج إلى إعادة تكريسها قبل استئناف الاحتفالات المسيحية فيها. أبدى الأسقف سيجوربيورن إينارسون اختلافه مع هذا الرأي، حيث صرح بأن المراسم البهائية كانت "خطأ، ولكنها لم تكن عملاً خاطئاً" وأن الكنيسة "لم تتدنس بسببها". في ديسمبر 1970، رعى البهائيون الكنديون مؤتمر النصر تمهيدًا لتشكيل الجمعية الوطنية عام 1972. وفي المؤتمر التحق ثلاثون شخصًا بالدين، مما أدى إلى مضاعفة عدد البهائيين في أيسلندا.
شهدت أيسلندا في أغسطس 1971 تأسيس ثلاث جمعيات روحية محلية إضافية. وفي سبتمبر من العام نفسه، استضاف البهائيون في ريكيافيك مؤتمر شمال الأطلسي البهائي المحيطي. خلال النصف الأول من سبعينيات القرن العشرين، تميزت أيسلندا بكونها الدولة الأوروبية الوحيدة التي وضعت ونفّذت برنامجًا سنويًا منهجيًا لنشر الدين البهائي في مختلف أنحاء البلاد – شمالًا وجنوبًا وشرقًا وغربًا.
حضر المؤتمر المحيطي أيادي القضية جون روبرتس و بول هاني، إلى جانب سبعة مستشارين قاريين وحوالي 700 مشارك من 35 دولة. وشهد متحف إينار جونسون مراسم تكريم لأميليا كولينز ومارثا روت، وبدأ المؤتمر باحتفال للوحدة. ألقى عبد الرحيم يزدي، وهو بهائي من مصر، كلمة مؤثرة استعاد فيها ذكرياته مع عبد البهاء، كما قدّم ممثلو القيادات الوطنية من 19 دولة تقارير حول إنجازاتهم وتقدّم مجتمعاتهم.
نُظّمت جولات إعلامية بالحافلات إلى موقع ثينغفيلير، وعقد الشباب اجتماعات قريبة، فيما التقى وفد من خمسة أعضاء من المؤتمر رئيس الوزراء الأيسلندي أولافور يوهانسون. كذلك، استُقبل المندوبون الدبلوماسيون وكبار الشخصيات الأيسلندية في حفل رسمي بفندق ساغا. واختُتم المؤتمر بنبأ وفاة موسى بناني، أحد الشخصيات البارزة في الدين البهائي، حيث أُقيمت له مراسم تأبين، وتلتها فعاليات عامة في جامعة أيسلندا شملت عروضًا موسيقية قدمها نورمان بيلي، وسيلفيا شولمان، وسيلز آند كروفتس، وألفريدو سبيرانزا، عازف البيانو القادم من أوروغواي.
أُعلن عن تأسيس الجمعية الروحية الوطنية البهائية في أيسلندا عام 1972، وكان إينوك أولينغا ممثلًا لبيت العدل الأعظم في أول مؤتمر وطني. ضمّت الجمعية الأعضاء: ليزيل بيكر، وسفانا إينارسدوتير، وباربرا ثينات، وكارل جون سبنسر، وبيتور ماجنوسون، ويوهانس ستيفانسون، وروجر لوتلي، وبالدور براغاسون، ولاري كلارك. وفي عام 1973، تمكن جميع الأعضاء من السفر للمشاركة في المؤتمر الدولي لانتخاب بيت العدل الأعظم.
في يوليو 1975، زار يد الأمر ويليام سيرز وزوجته أيسلندا، وشاركا في إحياء ذكرى استشهاد الباب، ثم حضرا مؤتمرًا شبابيًا. وفي وقت لاحق من العام نفسه، التقى وفد من القادة البهائيين مع رئيس أيسلندا، وكذلك مع أسقف البلاد والقس أريليوس نيلسون.
عقد أديب طاهر زاده ورش عمل للمجتمع البهائي في ديسمبر 1977 وفبراير 1979 بصفته مستشارًا قاريًا. وفي عام 1978، صدرت ترجمة منقحة لكتاب "بهاء الله والعصر الجديد" لجون إيسلمونت، تحت عنوان "بهاء الله وعصره الجديد: كيف يتصرف البهائيون"، ترجمه إدفارد ت. جونسون. أشار مؤتمر عام 1979 إلى وجود تسع جمعيات روحية محلية في البلاد.
اجتمع أكثر من 50 بهائيًا من أيسلندا وجزر فارو في عام 1980 لحضور مدرسة شتوية أُقيمت في أولفوسبورغير، وتبع ذلك مشاركة أيسلندية في مؤتمر حول تقدم الدين في جزر فارو عام 1981. وفي أغسطس 1982، وبعد اجتماع مجلس البهائيين من الأمريكيين الأصليين، قامت يد القضية روحية خانوم بجولة شملت كندا وجرينلاند وأيسلندا، التقت خلالها بالزعماء المدنيين والمجتمعات البهائية.
وفي فبراير 1983، صدر أول كتاب ديني يؤلفه بهائي أيسلندي – إدفارد ت. جونسون – بعنوان بهاء الله وحيه، باللغة الأيسلندية.

## المجتمع الحديث
منذ نشأتها، كان للدين دور في التنمية الاجتماعية والاقتصادية بدءًا من منح المزيد من الحرية للنساء، وترويج تعليم الإناث باعتباره أولوية، وقد عُبر عن هذه المشاركة عمليًا من خلال إنشاء المدارس والتعاونيات الزراعية والعيادات. ودخل الدين مرحلة جديدة من النشاط عندما صدرت رسالة بيت العدل الأعظم بتاريخ 20 أكتوبر 1983. وحث البهائيين على البحث عن طرق متوافقة مع التعاليم البهائية، والتي يمكنهم من خلالها المشاركة في التنمية الاجتماعية والاقتصادية للمجتمعات التي يعيشون فيها. في عام 1979، كان هناك 129 مشروعًا بهائيًا للتنمية الاجتماعية والاقتصادية معترفًا بها رسميًا في جميع أنحاء العالم. وبحلول عام 1987، ارتفع عدد مشاريع التنمية المعترف بها رسميا إلى 1482 مشروعا. في عام 1984، بدأت الجمعية الوطنية مشروع تشجير على أرض وقفها (التي تحتوي على مسقط رأس ماتياس جوتشومسون وانظر أعلاه في عام 1964) في عام 1986، نشر الشباب البهائي الأيسلندي مجلة خاصة للعام الدولي للشباب. في عام 2000، قام أولافور راجنار جريمسون، رئيس أيسلندا آنذاك، برفقة عائلته ووفد مكون من حوالي 30 شخصية بارزة من أيسلندا بزيارة دار العبادة البهائية في الهند، والمعروفة باسم معبد اللوتس. وأصبح أول رئيس دولة يزور معبد اللوتس خلال زيارة رسمية للدولة. في نوفمبر 2006، انضم المجتمع الصغير في أيسلندا إلى اثنتي عشرة مجموعة دينية أخرى وشركاء تعاونيين لتشكيل أول منتدى وطني مشترك بين الأديان في البلاد. كما كان البهائيون الأيسلنديون من بين الحاضرين في مؤتمر إقليمي دعا إليه بيت العدل الأعظم - والذي عقد في لندن في يناير/كانون الثاني 2009.

### التركيبة السكانية

العضوية في الجماعة البهائية كدالة للزمن

وأظهر التسجيل الحكومي للمجتمع البهائي وجود 412 بهائيًا بحلول نهاية عام 2008. أيسلندا لديها ثاني أكبر عدد من البهائيين لكل فرد في أوروبا بواقع 1493 لكل مليون نسمة، ولديها أكبر عدد من الجمعيات الروحية المحلية البهائية بواقع 49 لكل مليون نسمة. تقدر جمعية أرشيفات بيانات الأديان (بالاعتماد على الموسوعة المسيحية العالمية) عدد البهائيين بحوالي 616 في عام 2005.

## روابط خارجية
- المجتمع البهائي في أيسلندا
- التدوين باللغة الأيسلندية